# 陈正山
陈正山（1968年—），中国人民解放军少将，现任陆军第七十一集团军少将副政治委员兼纪律检查委员会书记。2022年，当选江苏省十四届人大代表。